# Кантон Друма (Бјела)
Кантон Друма је насеље у Италији у округу Бијела, региону Пијемонт.
Према процени из 2011. у насељу је живело 49 становника. Насеље се налази на надморској висини од 224 м.